# Сен-Жор
Сен-Жор (фр. Saint-Jores) — колишній муніципалітет у Франції, у регіоні Нормандія, департамент Манш. Населення — 359 осіб (2011).
Муніципалітет був розташований на відстані близько 280 км на захід від Парижа, 80 км на захід від Кана, 32 км на північний захід від Сен-Ло.

## Історія
До 2015 року муніципалітет перебував у складі регіону Нижня Нормандія. Від 1 січня 2016 року належав до нового об'єднаного регіону Нормандія.
1 січня 2016 року Сен-Жор, Куаньї, Літер i Прето-Сент-Сюзанн було об'єднано в новий муніципалітет Монсенель.

## Демографія
Динаміка населення (Insee ):
Розподіл населення за віком та статтю (2006):
| Стать | Всього | До 15 років | 15-24 | 25-44 | 45-64 | 65-85 | Понад 85 |
| --- | ------ | ----------- | ----- | ----- | ----- | ----- | -------- |
| Чоловіки | 176    | 36          | 20    | 44    | 52    | 24    | 0        |
| Жінки | 208    | 56          | 20    | 40    | 48    | 40    | 4        |
| \| Статево-вікова піраміда \| Статево-вікова піраміда \| Статево-вікова піраміда \| \| ----------------------- \| ----------------------- \| ----------------------- \| \| Чоловіки \| Вік \| Жінки \| \| 0 \| 85 + \| 4 \| \| 4 \| 80-84 \| 0 \| \| 4 \| 75-79 \| 24 \| \| 12 \| 70-74 \| 4 \| \| 4 \| 65-69 \| 12 \| \| 4 \| 60-64 \| 0 \| \| 8 \| 55-59 \| 8 \| \| 32 \| 50-54 \| 16 \| \| 8 \| 45-49 \| 24 \| \| 12 \| 40-44 \| 16 \| \| 8 \| 35-39 \| 8 \| \| 8 \| 30-34 \| 8 \| \| 16 \| 25-29 \| 8 \| \| 12 \| 20-24 \| 8 \| \| 8 \| 15-20 \| 12 \| \| 16 \| 10-14 \| 24 \| \| 12 \| 5-9 \| 20 \| \| 8 \| 0-4 \| 12 \| |        |             |       |       |       |       |          |
| Статево-вікова піраміда |        |             |       |       |       |       |          |
| Чоловіки | Вік    | Жінки       |       |       |       |       |          |
| 0 | 85 +   | 4           |       |       |       |       |          |
| 4 | 80-84  | 0           |       |       |       |       |          |
| 4 | 75-79  | 24          |       |       |       |       |          |
| 12 | 70-74  | 4           |       |       |       |       |          |
| 4 | 65-69  | 12          |       |       |       |       |          |
| 4 | 60-64  | 0           |       |       |       |       |          |
| 8 | 55-59  | 8           |       |       |       |       |          |
| 32 | 50-54  | 16          |       |       |       |       |          |
| 8 | 45-49  | 24          |       |       |       |       |          |
| 12 | 40-44  | 16          |       |       |       |       |          |
| 8 | 35-39  | 8           |       |       |       |       |          |
| 8 | 30-34  | 8           |       |       |       |       |          |
| 16 | 25-29  | 8           |       |       |       |       |          |
| 12 | 20-24  | 8           |       |       |       |       |          |
| 8 | 15-20  | 12          |       |       |       |       |          |
| 16 | 10-14  | 24          |       |       |       |       |          |
| 12 | 5-9    | 20          |       |       |       |       |          |
| 8 | 0-4    | 12          |       |       |       |       |          |

## Економіка
2010 року серед 223 осіб працездатного віку (15—64 років) 162 були активними, 61 — неактивною (показник активності 72,6%, у 1999 році було 62,5%). З 162 активних мешканців працювало 148 осіб (82 чоловіки та 66 жінок), безробітними було 14 (10 чоловіків та 4 жінки). Серед 61 неактивної 18 осіб було учнями чи студентами, 23 — пенсіонерами, 20 були неактивними з інших причин.

У 2010 році в муніципалітеті числилось 151 оподатковане домогосподарство, у яких проживали 358,0 особи, медіана доходів виносила 15 297 євро на одного особоспоживача